# Pogórze Kyjowskie
Pogórze Kyjowskie (513.2*; cz. Kyjovská pahorkatina) – wyżynny mezoregion w Zewnętrznych Karpatach Zachodnich. Leży w południowych Morawach w Czechach. 
Pogórze Kyjowskie stanowi najniższą, południowo-wschodnią ćwiartkę izolowanego łańcucha Karpat Środkowomorawskich. Na zachodzie dolina Trkmanki dzieli je od Lasu Żdanickiego, na północy Pogórze przechodzi w pasmo górskie Chrziby, na południu opada w Bramę Westonicką, a na wschodzie – w Obniżenie Dolnomorawskie. 
Pogórze Kyjowskie jest zbudowane z fliszu karpackiego. Stanowi rozczłonkowany falisty płaskowyż, złożony z szerokich grzbietów pociętych przez szerokie i płytkie doliny rzeczne. Powierzchnia regionu wynosi 482 km², przeciętna wysokość – 235 m n.p.m., najwyższa kulminacja – Babí lom (417 m n.p.m.). Dzieli się na mikroregiony: 
- Kudlovická pahorkatina
- Mutěnická pahorkatina
- Vážanská vrchovina
- Věteřovská vrchovina

Obszar rolniczy ze znacznym udziałem winnic i sadów. 